# アイシン精機
アイシン精機株式会社（アイシンせいき、英: AISIN SEIKI Co.,Ltd.、中：爱信精机株式会社）は、かつて存在したトヨタグループの大手自動車部品メーカー。日本の他メーカーや、フランスのプジョー等の海外メーカーにも部品を供給している。CIは「Geared up for the future」。現在のアイシンの前身となる企業であり、2021年4月にアイシン・エィ・ダブリュを吸収合併し社名を変更している。

## 概要
主な事業は自動車部品の開発と生産。ブレーキシステムや、大容量トランスミッション、エンジン関連、ドア周り部品、GPSカーナビゲーションなどを手がけている。音声案内を行うボイスカーナビゲーションを世界で初めて世に送り出した。オートマチックトランスミッション（自動変速機）においては世界トップレベルとも言われる。近年はトヨタグループの製品（自動車や自動織機の技術など）を応用した商品が開発され、系列としてはベンチャー的である。
他にもベッドやミシンなど住生活関連製品、ガスヒートポンプなどのエネルギー関連製品、さらには電動車いすなど福祉用品も扱っている。1980年代前半までは、シャープ製のカラーテレビ、冷蔵庫、洗濯機、電子レンジなどを「TOYOTA」マークをつけて「トヨタ家庭用機器」として販売していた。また、1976年に伊奈製陶（現LIXIL）と共同開発した「シャワートイレ」はその後の主力製品となった。
2009年6月から藤森文雄が社長に就任。豊田幹司郎以来となる二人目の生え抜き社長である。
一つの事業が大きくなった場合は分社化するという特徴があり、グループ会社は全世界で180社以上存在した。特に元子会社であるアイシン・エィ・ダブリュは、成長が著しく、親会社であるアイシン精機と比較しても売上高・社員数共にほぼ変わらないという規模まで成長していた。
B.LEAGUEに所属しているシーホース三河は、アイシン精機男子バスケットボール部が前身であり、運営会社のシーホース三河株式会社の親会社でもあった。アイシン精機男子バスケ部時代、2000年頃までは成績低迷に喘いでいたが、他チームを解雇されたりチームの廃部で居場所を失ったりした選手を多数受け入れて、2002年にはオールジャパン優勝を果たした。この苦労話が「ファイブ」としてノンフィクション小説となった。これが劇画化されビッグコミックで連載され、また2008年1月にはNHKでテレビドラマ化もされた。
また、相撲部は実業団横綱を複数人輩出しているほどの強豪であり、2020年には同部初の女性部員として今日和が入部した。
同社は日本取引所グループと日本経済新聞が「財務や経営が優秀な上場企業の上位400社」として選定しインデックス化するJPX日経インデックス400の構成銘柄に採用されている。
2018年、自動車の手動変速機を生産してきた中国河北省の工場を再編し、2019年より前輪駆動車のATを生産することが決定（同時期に中国国内でアイシン・エィ・ダブリュによるAT生産体制強化も発表されている）。

## 沿革

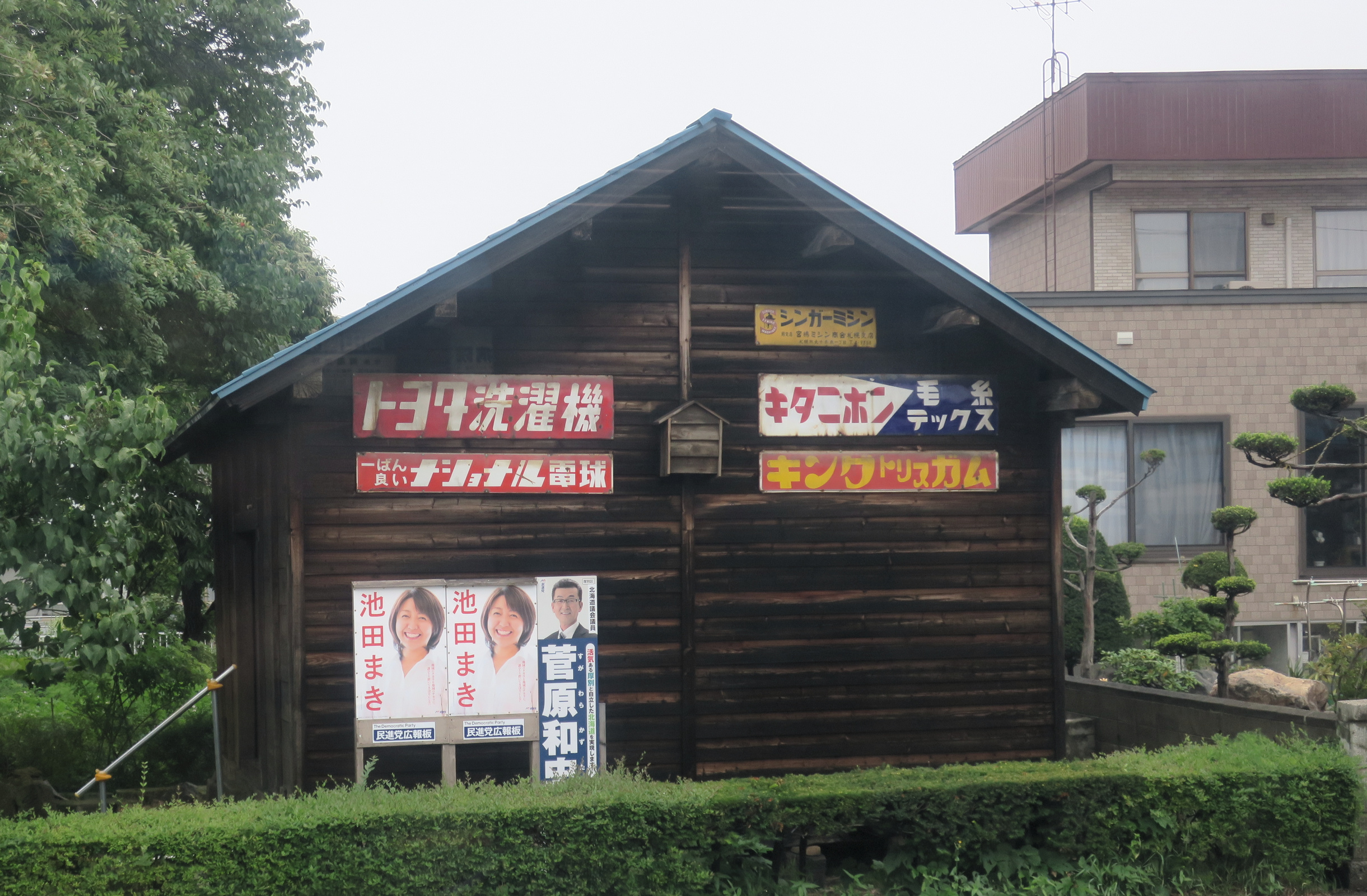
JR北海道厚別駅（札幌市厚別区）西口近くの木造小屋に残存している「トヨタ洗濯機」のホーロー看板（写真左上。2016年7月撮影）

- 1943年2月18日 - 陸軍航空本部の命により、航空用発動機量産のため、トヨタ自動車工業と川崎航空機工業の共同出資によって「東海航空工業株式会社」として設立[11]。
- 同年3月29日 - 既存企業との社名の重複が発覚、「東海飛行機株式会社」に改称（トヨタ自動車75年史には、登記が3月19日、社名変更が4月8日とある。）[12]。
- 1945年 - 東新航空機を設立。東海航空工業、愛知工業に社名変更。東新航空機、新川産業に社名変更。
- 1949年6月 - 東海飛行機が愛知工業株式会社と社名を変更して航空機部品生産からミシン、自動車部品生産へと転換。
- 1953年 - 新川産業、新川工業に社名変更。
- 1961年10月 - 愛知工業が名古屋証券取引所1部に上場。
- 1965年8月 - 新川工業株式会社と合併してアイシン精機株式会社に社名を変更・設立。社名のアイシンは、旧法人である「愛知工業」の愛と「新川工業」の新を組み合わせたものである。
- 1970年5月 - 東京証券取引所、大阪証券取引所各1部に上場。藤岡試験場を竣工。ロサンゼルスに海外初の現地法人を設立。
- 1972年 - デミング賞の受賞。
- 1977年 - アイシン高等学園を設立。
- 1982年 - TQC部門・TPM部門で日本初の四冠達成。
- 2001年11月 - 創立35周年を記念として本社敷地内に展示施設のアイシンコムセンターを建設。
- 2009年12月 - 大阪証券取引所上場廃止。
- 2021年4月 - アイシン・エィ・ダブリュと経営統合。経営統合後の社名は株式会社アイシン。

## 製品
- 自動車部品
- 住生活関連製品

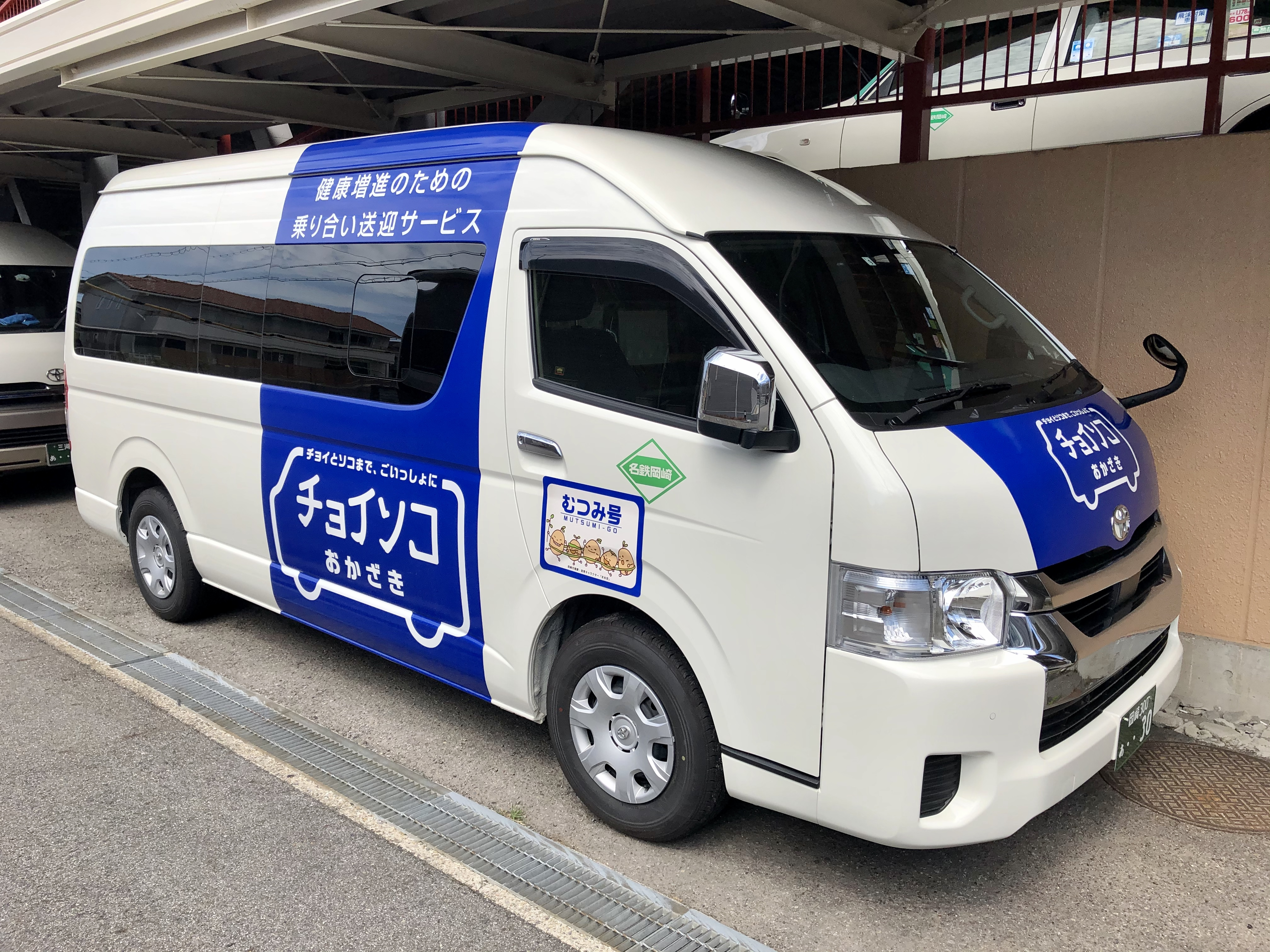
アイシン精機が開発したデマンド型交通サービス「チョイソコ」

  - ベッド - 以前は「トヨタベッド」だったが2006年に「ASLEEP」 という独自ブランドに移行。2020年3月末をもって大地コーポレーション （福岡県福岡市博多区、法人番号：8290001031339）に移管。
  - ミシン（トヨタミシン・アイシンミシン） - 2019年4月末をもって販売終了。
- ガスヒートポンプ - 初期型は室外機は自社製で室内機は三菱重工業からのOEMであったが[13]、2015年現在はダイキン工業との協業事業として、室内機はダイキンからのOEM調達となっており[14]、逆にアイシンはダイキンに室外機をOEM供給する分業体制。
- 福祉用品
  - 電動車いす - 2019年2月末をもって事業終息。
- デマンド型交通サービス「チョイソコ」 - アイシン精機が開発。自治体の乗合サービス運用の負担を軽減する仕組みを構築し、「チョイソコ」の名称で全国展開を進めている。車両は主にトヨタ・ハイエースを使用。豊明市で2018年7月から無償で試験運行を開始し、2019年4月からは有償で実施された。2021年1月時点で全国13地区で利用されている[15][16]。

## 施設

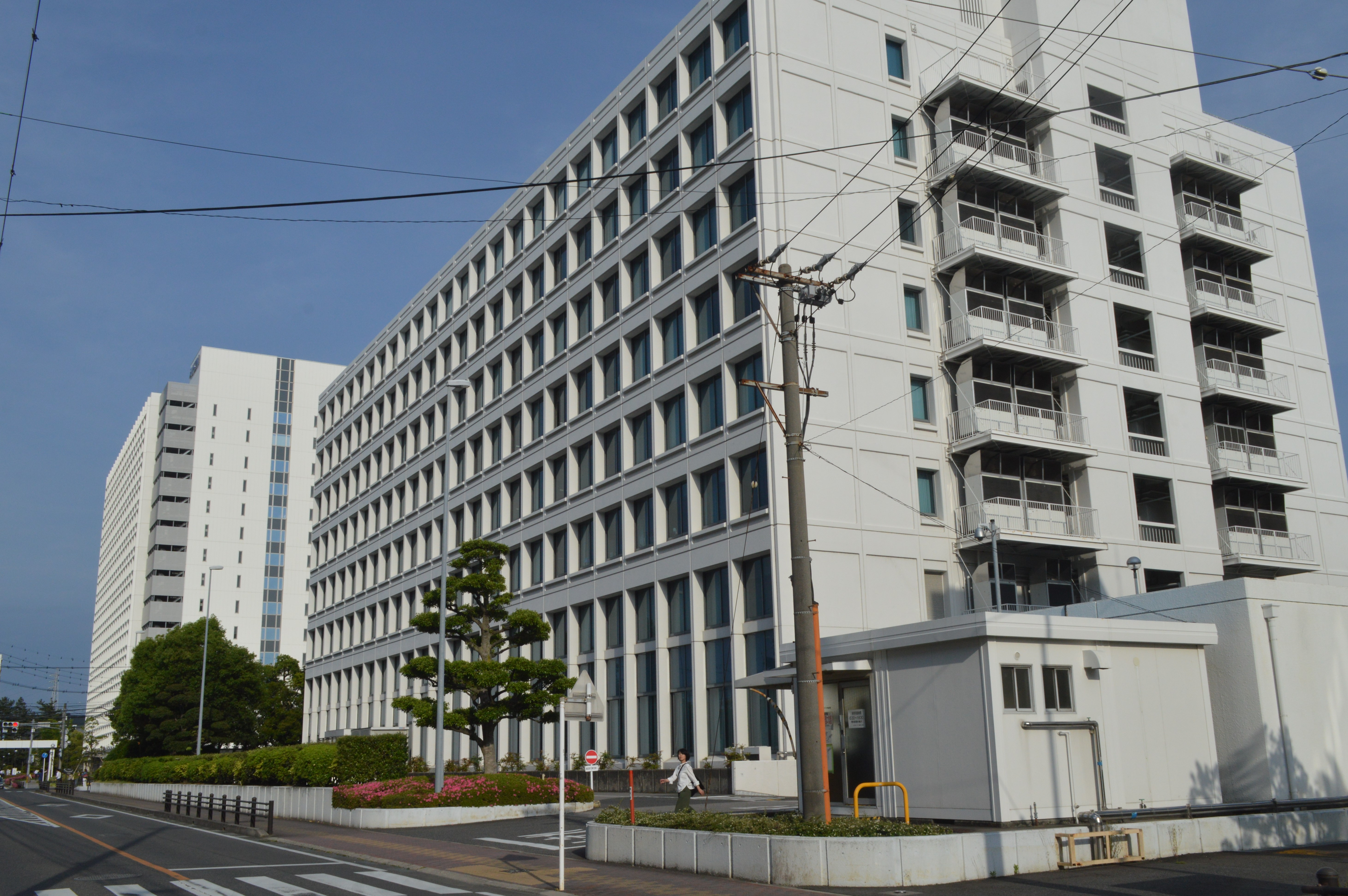
本社（事務本館）

- 本社・刈谷工場・試作工場・技術本館・共同館 - 愛知県刈谷市朝日町
- 新川工場 - 愛知県碧南市六軒町
- 新豊工場 - 愛知県豊田市高丘新町
- 安城工場 - 愛知県安城市三河安城町
- 西尾ダイカスト工場・西尾機関工場・工機工場 - 愛知県西尾市南中根町
- 小川工場 - 愛知県安城市小川町
- 半田工場・半田電子工場 - 愛知県半田市日東町
- 衣浦工場 - 愛知県碧南市港南町
- 豊頃試験場（テストコース） - 北海道中川郡豊頃町
- 藤岡試験場（テストコース）- 愛知県豊田市御作町
- 台場開発センター（開発拠点) - 東京都江東区
- 九州開発センター博多ラボ（開発拠点) - 福岡県福岡市博多区
- Tokyo Research Center (TRC) （研究・開発拠点) - 東京都千代田区

## 関連会社

2015年から使用されている創立50周年アイシングループロゴ

### グループ主要会社
- アイシン高丘株式会社（豊田市:鋳鉄製品、スピーカー）
- アイシン化工株式会社（豊田市:摩擦材・接着剤・シーリング材）
- アイシン・エィ・ダブリュ株式会社（安城市:乗用車用小・中・高容量オートマチックトランスミッション小・中容量CVT）
  - アイシン・エィ・ダブリュ工業株式会社（越前市）
- アイシン軽金属株式会社（射水市）
- アイシン開発株式会社（刈谷市:建設・建築・宅地建物取引・損害保険代理・生命保険代理）
  - 株式会社エイディーノウビ（刈谷市:都市開発事業・マンション販売）
  - 株式会社エイディーグリーン（豊田市:緑化・土木・エクステリア）
- アイシン機工株式会社（西尾市）
- アイシン辰栄株式会社（碧南市）
- 豊生ブレーキ工業株式会社（豊田市）
- 株式会社アドヴィックス（刈谷市:ブレーキシステム）
- シロキ工業株式会社（豊川市、本店は藤沢市）
- アート金属工業株式会社（上田市:ピストン）

### 連結子会社
- アイシン東北
- アイシン九州
- アイシン九州キャスティング
- アイシン北海道
- ASブレーキシステムズ
- 埼玉工業
- 寿技研工業
- 愛知技研
- アイシン・メタルテック
- シンコー精機
- アイシン・エンジニアリング
- アイシン・ソフトウェア
- アイシン・インフォテックス
- イムラ材料開発研究所
- アイシン・コスモス研究所
- テクノバ
- エフティテクノ
- アイシン・コラボ
- 新三商事
- 光南工業
- 碧南運送
- サンエツ運輸
- 富士興産
- アイシン新和
- コザカイ工業
- エイティーメンテナンス
- エイティーマテリアル
- イナテツ技研
- 福田工業
- エイ・ティー南陽
- エイティーテクノス
- エイティーアグリー
- 高丘工業
- 新和工業
- エイ・シー工業
- エィ・ダブリュ・サービス
- エクォス・リサーチ
- エィ・ダブリュ・エンジニアリング
- エィ・ダブリュ・メンテナンス
- シーヴイテック
- オーキス・ジャパン
- エィ・ダブリュ・アイ・エス
- テクノメタル
- となみの工業
- エイディーノウビ
- エイディーサンユートピア
- エイディーグリーン
- エイ・ケイ・ケイ・エム
- エーアイ・マシンテック
- 辰栄メンテナンス
- トーホー化工

### 持分法適用会社
- エクセディ
- キャタラー
- 日本クラッチ
- 山形クラッチ
- 豊明木工
- 東和繊維工業
- 中川工業
- 株式会社日出ハイテック